# London 19.08.2023
London 19.08.2023 — мини-альбом британского электронного музыканта Ричарда Дэвида Джеймса, выпущенный под псевдонимом Aphex Twin 19 августа 2023 года на лейбле Warp Records. Выход EP совпадает с выступлением Джеймса 19 августа 2023 года на фестивале Field Day 2023 в Лондоне. EP был выпущен только на виниловых пластинках. Обе песни со стороны A были ранее выложены в магазине Джеймса в Bleep под псевдонимом AFX с названием Korg Trax+Tunings for falls sleep

## Фон
24 января 2023 года было объявлено, что Джеймс станет хедлайнером фестиваля Field Day 2023,запланируемое на 19 августа 2023 года. Когда фестиваль начался и открылся киоск с товарами, одним из товаров была пластинка Ричарда London 19.08.2023, тираж которой ограничен 100 экземплярами.Однако посетители также могли приобрести карту с кодом погашения, если они не хотели брать пластинку с собой. Пластинки, купленные с помощью подобных кодовых карт, имели обложку без трафаретной печати, тираж таких пластинок составил 450 штук.

## Выпуск
Обе пластинки стоили 5 фунтов и были распроданы очень быстро, еще до того, как Джеймс начал свое выступление.После окончания фестиваля многие фанаты были возмущены присутствием спекулянтов, покупающих пластинку и перепродающих ее на онлайн-площадках за большие суммы. Они могли это сделать, поскольку на площадке не было ограничений на количество пластинок, которые мог купить посетитель
2 сентября 2023 года в рамках выступления Джеймса на фестивале Forwards в Бристоле список треков London 19.08.2023 был объединен на лимитированной кассете Bristol 02.09.23 . Эта кассета была выпущена тиражом 500 копий и также включала список треков другого лимитированного релиза Barcelona 16.06.2023 . Этот релиз включал две песни и был доступен только на Sónar 2023 , где Джеймс ранее играл
17 декабря 2024 года треки London 19.08.2023 были повторно выпущены на стриминговых платформах в составе сборника Music from the Merch Desk (2016–2023)

## Трек лист

### Сторона A
| №                   | Название            | Длительность |
| ------------------- | ------------------- | ------------ |
| 1.                  | «Korg funk5»        | 3:22         |
| 2.                  | «Korg 1B RU,EC,E»   | 3:03         |
| Общая длительность: | Общая длительность: | 6:25         |

### Сторона B
| №                   | Название            | Длительность |
| ------------------- | ------------------- | ------------ |
| 3.                  | «Soog E»            | 3:30         |
| 4.                  | «Body Pads»         | 2:52         |
| 5.                  | «Dgitne Tst1e»      | 2:54         |
| Общая длительность: | Общая длительность: | 9:16         |